# Catephia striata
Catephia striata là một loài bướm đêm trong họ Erebidae.